# Friedrun Quaas
Friedrun Quaas (* 1954) ist eine deutsche Wirtschaftswissenschaftlerin.
Sie absolvierte ein Studium der Mathematik (1972–1977) an der Universität Leipzig. Von 1977 bis 1982 war sie als EDV-Organisator tätig. Von 1982 bis 1987 studierte sie Politische Ökonomie an der Universität Leipzig. Als wissenschaftliche Assistentin war sie von 1987 bis 1991 am Wissenschaftsbereich Wirtschaftsgeschichte / Geschichte der Politischen Ökonomie der Universität Leipzig tätig. Nach ihrer Promotion zum Dr. oec. 1991 war sie von 1992 bis 1998 Habilitationsassistentin am Institut für Wirtschaftspolitik (Reinhold Biskup) der Universität Leipzig. 1999 habilitierte sie sich mit der Schrift Die Soziale Marktwirtschaft. Wirklichkeit und Verfremdung eines Konzepts (ausgezeichnet mit dem Wissenschaftspreis 2001 der Wolfgang-Ritter-Stiftung). Von 2000 bis 2005 lehrte sie als Privatdozentin an der Universität Leipzig und mehrere Male als Gastprofessorin an der Université Lyon 2. Von 2005 bis zu ihrem Ruhestand Ende 2019 war sie außerplanmäßige Professorin an der Wirtschaftswissenschaftlichen Fakultät der Universität Leipzig.
Quaas ist mit Georg Quaas verheiratet und Mutter zweier Kinder.

## Schriften (Auswahl)
- Das Transformationsproblem. Ein theoriehistorischer Beitrag zur Analyse der Quellen und Resultate seiner Diskussion. Metropolis, Marburg 1992.
- (Hrsg. mit Thomas Straubhaar) Perspektiven der Sozialen Marktwirtschaft. Haupt, Bern/Stuttgart/Wien 1995.
- Die Soziale Marktwirtschaft. Wirklichkeit und Verfremdung eines Konzepts. Haupt, Bern/Stuttgart/Wien 2000.
- (Hrsg. mit Egon Tuchtfeldt) Reinhold Biskup: Ordnungspolitik und europäische Integration. Haupt, Bern/Stuttgart/Wien 2004.
- (zusammen mit Georg Quaas) Die Österreichische Schule der Nationalökonomie. Darstellung, Kritiken und Alternativen. Metropolis, Marburg 2013.
- (zusammen mit Georg Quaas) Corona – der unsichtbare Feind. Wie Wissenschaft und Gesellschaft reagieren. Metropolis Verlag, Marburg 2021.
- John Law (1671–1729). Pionier der Geldtheorie. Metropolis Verlag, Marburg 2023.